# Eurytetranychus furcisetus
Eurytetranychus furcisetus är en spindeldjursart som beskrevs av Wainstein 1956. Eurytetranychus furcisetus ingår i släktet Eurytetranychus och familjen Tetranychidae. Inga underarter finns listade i Catalogue of Life.